# Sultanspaläste in Brunei Darussalam

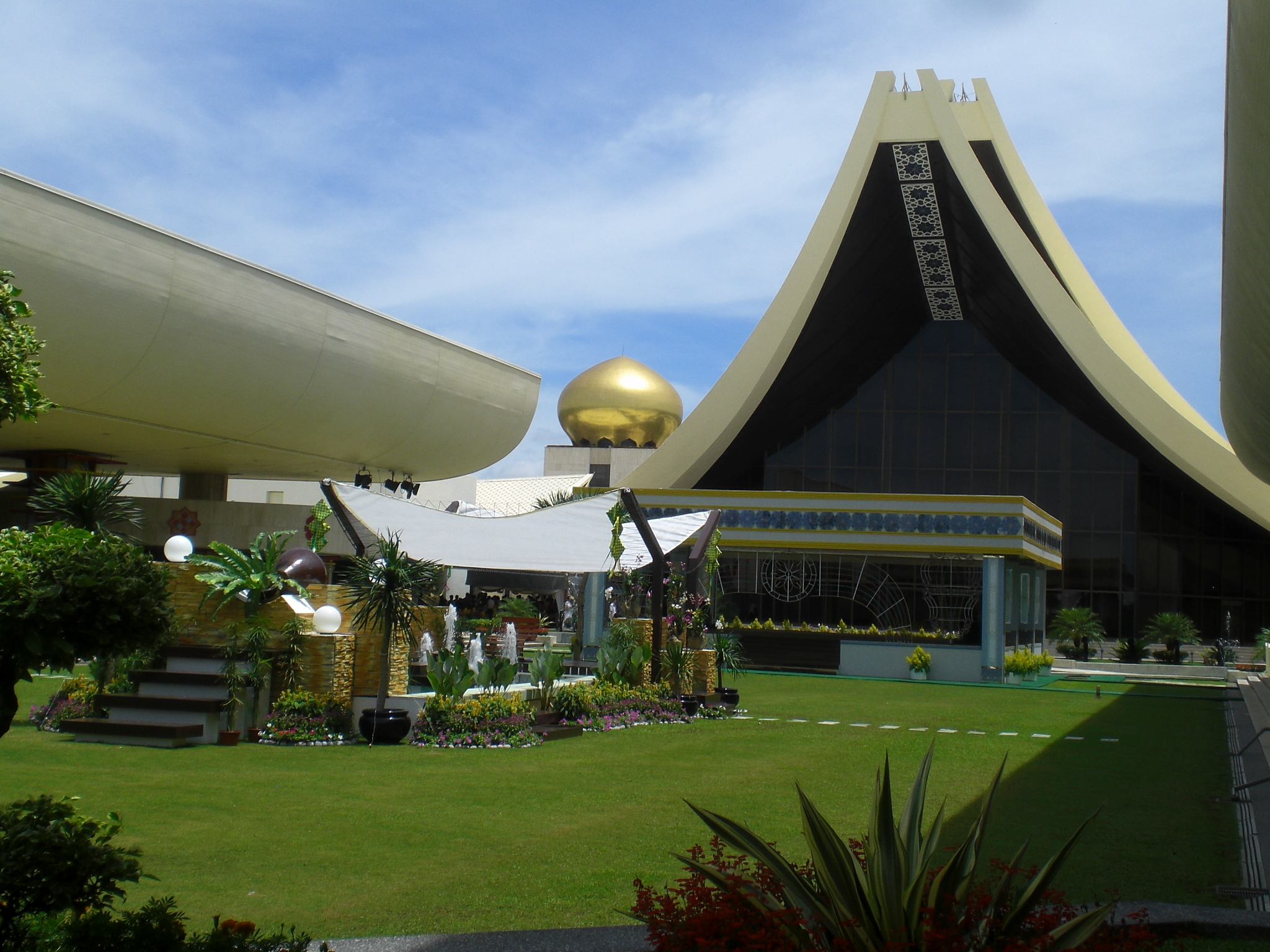
Innenhof Istana Nurul Iman; großer Festsaal im Hintergrund

Seit Entstehung des Sultanats Brunei Darussalam Ende des 14. Jahrhunderts waren zahlreiche Paläste Sitz der Sultane von Brunei. 

## Paläste
Seit 1984 ist der Istana Nurul Iman, der größte Palast der Erde, Sitz des Sultan und Yang Di-Pertuan von Brunei Darussalam. Dies ist seit 1967 Hassanal Bolkiah.
Weiterhin genutzt (Stand 2007) werden auch u. a. Istana Nurul Izzah in Jerudong, Istana Darul Hana in Jalan Tutong, Istana Darussalam in Kampung Sumbiling, Istana Manggalela in Kuala Belait und Istana Pantai in Tutong. Für Gäste des Sultans wird vor allem Istana Edinburgh in Jalan Menteri Besar genutzt.
Zu Zeiten von Sultan Hashim wurde der Istana Sultan Hashim als Regentensitz genutzt.
Weitere historische Paläste waren u. a.:
- Istana Mahkota: Von Sultan Muhammad Tajuddin Mitte des 18. Jahrhunderts genutzt; später abgerissen um Platz für den Bau des Istana Darul Hana zu machen
- Istana Majalis: In den 1920er und 1930er Jahren, wohl vor allem von Sultan Muhammad Jamalul Alam II. und seiner Familie genutzt; zerstört
- Istana Kaca oder Istana Sugara: Unweit der Istana Majalis, vermutlich vor allem als Gästehaus genutzt
- Istana Cermin: Zerstört
- Istana Kampung Ayer
- Istana Pekan
- Istana Kota im Kampung Sultan Lama
- Kafidunya

### Istana Manggalela
Istana Manggalela, historisch als Istana Hinggap, liegt in der Distrikthauptstadt Belait. Er wurde 1958 nach zweijähriger Bauzeit fertiggestellt. Der Palast wurde als regionale Residenz für Sultan Omar Ali Saifuddin III. errichtet und steht unter Denkmalschutz.